# Turnê 2018/2019
Turnê 2018/2019 foi a quarta turnê promocional da cantora brasileira Ivete Sangalo, iniciada em 2018, na cidade do Salvador, passando por outras cidades brasileiras. É uma turnê sem álbum representativo para divulgação, sendo apenas uma série de shows de transição entre as turnês dos álbuns Acústico em Trancoso e Live Experience

## Antecedentes
Com a gravidez de gêmeas, Ivete Sangalo tirou licença maternidade para se dedicar às crianças após o término da Turnê Acústico, em 2017. Somente no mês de abril a cantora pôde voltar aos palcos. Aquela foi a primeira vez, em vinte anos, que Ivete Sangalo não participou do Carnaval de Salvador. O anúncio de seu retorno foi feito pelo prefeito da cidade, em uma coletiva de imprensa: "Vamos poder compensar um pouquinho a falta dela no carnaval. poderia ser em qualquer lugar [a volta dela], mas não teria o mesmo brilho como sendo aqui, em Salvador.", disse o prefeito, explicando que o show seria feito na comemoração do aniversário da cidade, celebrado um mês antes.

## Desenvolvimento
Assim que iniciou a nova turnê, Ivete já marcara a data de gravação de seu novo material ao vivo, o Live Experience, gravado na própria leva de shows, no dia 8 de dezembro daquele ano, no Allianz Parque, em São Paulo, para comemorar seus 25 anos de carreira. O estádio tem capacidade para 47 mil pessoas. No mesmo estádio, em 1º de junho, Ivete Sangalo e Gilberto Gil inauguram novo espaço para espetáculos do Allianz Parque. "Sempre tive vontade de fazer alguma coisa com o Gil. Ele é o meu maior ídolo da história. Gosto de estar com ele, de ouvir ele falar. É uma relação que transcende a coisa musical", revelou Ivete. Para ela, o que faltava para esse encontro acontecer era o tempo e brechas nas agendas para realizar o desejo. Apesar de já terem tocado juntos em mais de uma ocasião, esta é a primeira vez em que dividem o palco durante um show inteiro. No repertório, estão previstas canções das respectivas carreiras, como "Toda Menina Baiana" e "A Novidade", de Gil, e "Tempo de Alegria" e "O Farol", de Ivete. A turnê encerrou em 13 de abril de 2019, treze dias antes do início da Live Experience Tour.

## Repertório
1. "O Farol"
2. "Festa"
3. "Sorte Grande"
4. "Arerê"
5. "Pra Frente"
6. "Levada Louca"
7. "Tô na Rua"
8. "Cheguei Pra Te Amar"
9. "Cadê Você?"
10. "Dançando"
11. "O Doce"
12. "Céu da Boca"
13. "Um Sinal"
14. "Quando a Chuva Passar"
15. "Não Precisa Mudar"
16. "Cadê Dalila?"
17. "De Ladinho"
18. "Empurra-Empurra"

- "Repertório referente ao show em Niterói, em 30 de setembro de 2018.[4]

## Datas
| Data                    | Cidade                                           | País                                             | Local                                            |
| ----------------------- | ------------------------------------------------ | ------------------------------------------------ | ------------------------------------------------ |
| América do Sul          |                                                  |                                                  |                                                  |
| 29 de abril de 2018     | Salvador                                         | Brasil                                           | Circuito Ondina-Barra                            |
| 19 de maio de 2018      | Morro de São Paulo                               | Brasil                                           | Fazenda Caeira                                   |
| 1° de junho de 2018     | São Paulo                                        | Brasil                                           | Allianz Parque Hall                              |
| 8 de junho de 2018      | Salvador                                         | Brasil                                           | Parque de Exposições Agropecuárias de Salvador   |
| 9 de junho de 2018      | Mata de São João                                 | Brasil                                           | Tivoli Ecoresort Praia do Forte                  |
| Europa                  |                                                  |                                                  |                                                  |
| 30 de junho de 2018     | Lisboa                                           | Portugal                                         | Parque da Bela Vista                             |
| América do Sul          |                                                  |                                                  |                                                  |
| 29 de julho de 2018     | Fortaleza                                        | Brasil                                           | Cidade Fortal                                    |
| Agosto–Setembro de 2018 | Pausa para as etapas ao vivo do The Voice Brasil | Pausa para as etapas ao vivo do The Voice Brasil | Pausa para as etapas ao vivo do The Voice Brasil |
| 30 de setembro de 2018  | Niterói                                          | Brasil                                           | Caminho Niemeyer                                 |
| 12 de outubro de 2018   | Salvador                                         | Brasil                                           | Parque de Exposições Agropecuárias de Salvador   |
| 13 de outubro de 2018   | Aracaju                                          | Brasil                                           | Sítio Terêncio                                   |
| 27 de outubro de 2018   | Campinas                                         | Brasil                                           | Sociedade Hípica de Campinas                     |
| 14 de novembro de 2018  | Olinda                                           | Brasil                                           | Área Externa do Centro de Convenções             |
| 16 de novembro de 2018  | Florianópolis                                    | Brasil                                           | Passarela Nego Quirido                           |
| 22 de novembro de 2018  | São Paulo                                        | Brasil                                           | Museu de Arte de São Paulo                       |
| 8 de dezembro de 2018   | São Paulo                                        | Brasil                                           | Allianz Parque                                   |
| 9 de dezembro de 2018   | Salvador                                         | Brasil                                           | Arena Fonte Nova                                 |
| 16 de dezembro de 2018  | Natal                                            | Brasil                                           | Arena das Dunas                                  |
| 28 de dezembro de 2018  | Rio de Janeiro                                   | Brasil                                           | Marina da Glória                                 |
| 29 de dezembro de 2018  | Jericoacoara                                     | Brasil                                           | Arena John John                                  |
| 31 de dezembro de 2018  | Salvador                                         | Brasil                                           | Arena Daniela Mercury                            |
| América do Norte        |                                                  |                                                  |                                                  |
| 11 de janeiro de 2019   | Orlando                                          | Estados Unidos                                   | Universal Studios Florida                        |
| 12 de janeiro de 2019   | Orlando                                          | Estados Unidos                                   | Orlando City Stadium                             |
| América do Sul          |                                                  |                                                  |                                                  |
| 19 de janeiro de 2019   | Aracaju                                          | Brasil                                           | Arena de Eventos                                 |
| 20 de janeiro de 2019   | Guarapari                                        | Brasil                                           | Arena Premium Guarapari                          |
| 2 de fevereiro de 2019  | Jundiaí                                          | Brasil                                           | Clube Jundiaiense                                |
| 8 de fevereiro de 2019  | Olinda                                           | Brasil                                           | Classic Hall                                     |
| 24 de fevereiro de 2019 | Olinda                                           | Brasil                                           | Área Externa do Centro de Convenções             |
| 2 de março de 2019      | Salvador                                         | Brasil                                           | Avenida Oceânica                                 |
| 3 de março de 2019      | Salvador                                         | Brasil                                           | Avenida Oceânica                                 |
| 4 de março de 2019      | Salvador                                         | Brasil                                           | Avenida Oceânica                                 |
| 5 de março de 2019      | Santa Rita do Sapucaí                            | Brasil                                           | Cidade do Urso                                   |
| 31 de março de 2019     | Salvador                                         | Brasil                                           | Avenida Oceânica                                 |
| 13 de abril de 2019     | Serra                                            | Brasil                                           | Pavilhão de Carapina                             |